# Mirlind Kryeziu
Mirlind Kryeziu (ur. 26 stycznia 1997 w Zurychu) – szwajcarski piłkarz pochodzenia kosowskiego, były członek albańskiej reprezentacji U-15 oraz szwajcarskich U-16, U-17, U-18, U-19, U-20 i U-21. W latach 2021–2023 należał do reprezentacji Kosowa.